# Eskimo Trade Jargon
Als Eskimo Trade Jargon wird eine Reihe von Eskimo-, insbesondere Iñupiaq- und Sallirmiutun-basierten Pidgin-Sprachen, die im heutigen Alaska, Yukon, den Nordwest-Territorien und im westlichen Nunavut entstanden und von den dort lebenden Inuit im Wesentlichen verwendet wurden, um Handel mit den angrenzenden Indianervölkern und den Europäern zu treiben, bezeichnet. Der Eskimohandelsjargon bestand aus einer Reihe an ausdifferenzierbaren Varietäten, die auf unterschiedliche Sprachkontaktsituationen zurückgehen (deshalb auch bekannt als Herschel Island Eskimo Pidgin und Ship’s Jargon), ist aber ausdrücklich nicht gleichzusetzen mit dem in früherer Forschung auch als „Küchengrönländisch“ benannten Pidginjargon des westlichen Grönlands wie bei van der Voort (1996) beschrieben.

## Geschichte

### Forschungsgeschichte
Nach van der Voort waren Eskimosprachen in der Zeit vom 17. bis zum mittleren 20. Jahrhundert Superstrat für eine ganze Reihe an Pidginsprachen und -varietäten in den äußersten nördlichen Regionen Nordamerikas und Asiens, die wissenschaftliche Dokumentierung und Untersuchung ebendieser ist allerdings bis heute nur äußerst dürftig erfolgt. So habe die Forschung vor allem zum Zeitpunkt des ersten Aufeinandertreffens von Europäern und Eskimos (in diesem Falle besonders der Yupik und Iñupiat) vor dem Problem gestanden, dass jene europäischen Forscher, die Zeugen einer Pidginsprache wurden und diese zu beschreiben suchten, diese für eine eigentliche Eskimosprache hielten und sich des historischen Mischhintergrunds nicht bewusst waren. Die ausführlichste Beschreibung einer dieser Pidginsprachen ist die Beschreibung des hier behandelten auf der und um die Herschel Island herum gesprochenen Handelsjargons von Vilhjálmur Stefánsson von 1909. Der bekannte Polarforscher und Ethnologe schränkt seine eigenen Untersuchungen allerdings selbst mit dem Hinweis ein, er habe mit Blick auf die phonologische Beschreibung des Jargons größtenteils auf seine Kenntnisse der eigentlichen Superstratsprachen vertrauen müssen und keinen Sprecher des Pidgins befragen können. In seinem Aufsatz geht er zunächst auf die soziolinguistischen Hintergründe der Pidginsprache ein, beschreibt sie dann in ihren grammatischen Besonderheiten mitsamt varietätenlinguistischer Ausdifferenzierung und Nachbarsprachenvergleich und schließt endlich mit einer Wortliste.
Folglich diente der Aufsatz Vilhjálms vielen folgenden Veröffentlichungen als grundlegende Basis, so nicht nur in der neueren Einordnung von van der Voort, sondern auch bei Holm. Beide Autoren behandeln den Eskimohandelsjargon in Sammelbänden zu Pidgin- und Kreolsprachen. Eine vom übrigen Forschungsstand etwas abweichende etymologische Abhandlung veröffentlichte 1977 W.W. Schuhmacher, der sich vor allem auf deutsche und dänische Einflüsse konzentrierte, an dessen Theorien bis dato jedoch nicht wieder angeknüpft wurde. Ebenfalls im International Journal of American Linguistics veröffentlichen Drechsel und Makuakāne 1982 eine Analyse der hawaiischen Lehnwörter im Eskimohandelsjargon sowie im Chinook Wawa. Bereits ein Jahr zuvor schrieb Drechsel in einem Aufsatz für das Anthropological Linguistics, die mittlerweile etwas prominenter gewordene Auseinandersetzung mit den indigenen Sprachen Nordamerikas erlaube endlich auch eine kontrastivlinguistische Betrachtung verschiedener Pidginvarietäten, und so schafft er erstmals eine vergleichende Analyse des Eskimohandelsjargons, konkret mit dem Chinook Wawa, dem Delaware-Pidgin und dem bis dato tendenziell am besten beschriebenen, weil noch bis 1950 gesprochenen Mobilian Jargon. 1992 folgte von Stephen A. Wurm eine ähnliche kontrastivlinguistische Abhandlung, diesmal allerdings mit Fokus auf die Eskimopidgins im nordöstlichen Sibirien.

### Sprachgeschichte und Varietäten

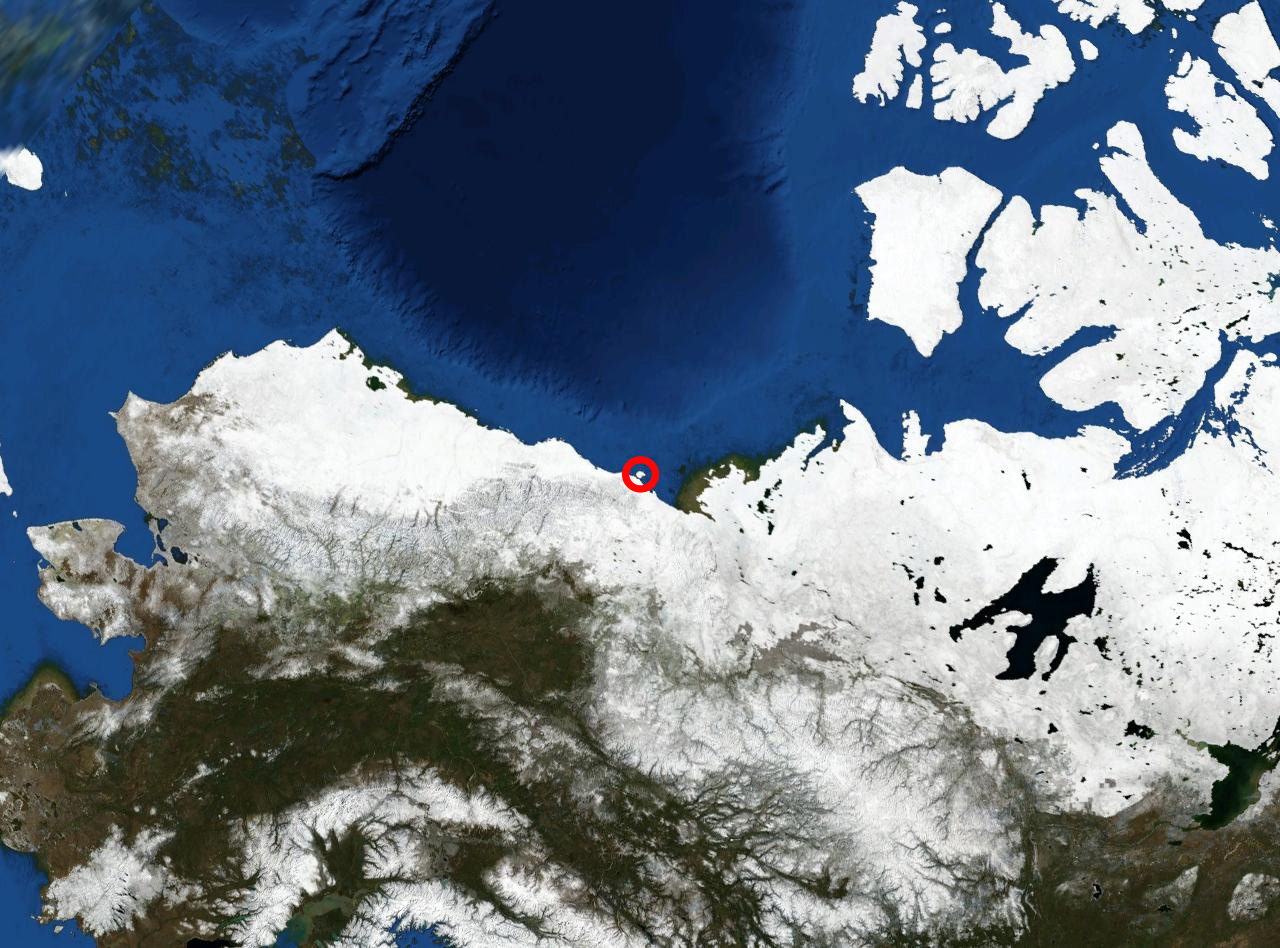
Herschel Island vor der Nordküste Yukons und nahe Alaskas

Eskimopodgings entstanden die vergangenen dreihundert Jahre über im gesamten Gebiet der Arktis, in dem Eskimosprachen gesprochen wurden. Van der Voort unterscheidet zwischen zwei wesentlichen Entstehungssituationen: Den nordatlantischen Pidgins insbesondere westlich und östlich der Davisstraße, die überwiegend vom 17. bis zum 19. Jahrhundert in Gebrauch waren und hauptsächlich dadurch entstanden, dass Handels- und Erkundungsschiffe aus Europa mit den einheimischen Völkern in Kontakt kamen; und den nordpazifischen Pidgins, die noch bis ins 20. Jahrhundert in Gebrauch waren, zu denen auch das hier behandelte Eskimohandelsjargon gehört und die auf diversere Einflussquellen zurückgehen. Auf der einen Seite standen Handels- und Erkundungsschiffe vor allem aus Amerika, Deutschland, Schottland und Russland, auf der anderen Seite waren aber auch die üblicherweise aus dem Süden kommenden Sprachen und Kulturen der Indianer ein signifikanter Faktor im Alltag der Eskimos. Trotz der dürftigen Dokumentationslage lässt sich feststellen, dass die jeweilige Eskimosprache in nahezu all diesen Regionen die dominante Sprache war und daher nicht nur einen Großteil des Wortschatzes darstellte, sondern zwischen den verschiedenen Pidgingsprachen auch starke Ähnlichkeiten in der grammatischen Struktur und dem Lautsystem bestehen.
Als Eskimo Trade Jargon wird in englischer Fachliteratur eine Reihe an Pidginvarietäten beschrieben, die über das gesamte Gebiet der nordwestamerikanischen Arktis gesprochen wurden, wobei als Grenzpunkte in etwa Kotzebue-Sund an der Beringstraße im äußersten Westen und die Tuktoyaktuk-Halbinsel beziehungsweise bei Drechsel (1981) die Melville-Halbinsel im zentralen Nunavut als östlichster Grenzpunkt veranschlagt werden können. Im Süden grenzt das Gebiet an die traditionellen Siedlungsräume der Deg Xinag, der Slavey, der Gwichʼin, der Koyukon und der Tłı̨chǫ, die mit Deg Xinag, Slavey, Gwichʼin, Koyukon und Dogrib allesamt athapaskische Sprachen sprachen beziehungsweise sprechen; Wurm/Mühlhäusler/Tyron kartieren insofern voneinander abgrenzend ein Ingalik-Eskimo-Pidgin, ein Koyukon-Eskimo-Pidgin, ein Gwich’in-Eskimo-Pidgin und ein Loucheux Jargon. Vilhjálmur beschreibt in seinem Aufsatz ebenfalls eine Reihe an Unterschieden in den Varietäten, die er vor allem auf die jeweiligen Handelspartner der Eskimostämme zurückführt, fasst diese jedoch als zusammengehörig auf. Er differenziert lediglich zwischen dem ursprünglichen Herschel Island Trade Jargon, Loucheaux Jargon und einem noch reduzierteren Ship’s Jargon, wobei er Herschel Island als eine Art Schmelztiegel versteht, wo „praktisch alle Formen des Jargons Seite an Seite existieren, denn hier versammeln sich Walfänger, die es in Kotzebue-Sund, am Point Hope, am Point Barrow oder in anderen Orten aufgeschnappt haben“. Obgleich doch die Forschungslage zu dürftig ist, um zu einer ausführlichen Einzelbeschreibung etwaiger Varietäten zu kommen, so scheint doch zumindest Einigkeit über das ungefähre Verbreitungsgebiet jener traditionsgleichen Eskimohandelsjargons sowie ihre definitive Abgrenzung vom Chukotka-Eskimo-Pidgin im Osten der Tschuktschen-Halbinsel und auf der Wrangel-Insel im Westen, dem Chinook Wawa und dem seinerseits ebenfalls auch als Loucheaux Jargon bezeichneten Slavey Jargon im Südwesten und den atlantischen Pidginvarianten wie dem Küchengrönländischen oder dem Labrador Inuit Pidgin French in Labrador zu bestehen.

## Phonologie

### Vokale
Die tatsächliche Gestalt des Vokalinventars der Pidginsprache ist nur bedingt klar. Vilhjálmur selbst schreibt dazu, seine Umschrift basiere auf John Wesley Powells Introduction to the Study of Indian Languages, fände aber zu einem Zeitpunkt Niederschrift, zu dem kein Sprecher des Jargons befragt werden könne (Stefánsson 1909: S. 222). Grundsätzlich ist anzunehmen, dass der Handelsjargon über ein differenzierteres Vokalinventar verfügt als das zugrundeliegende Supersprat mit drei grundlegenden Vokalqualitäten, also /a/ – /e/ – /i/ – /o/ – /u/.

### Konsonanten
| Konsonanteninventar | bilabial | bilabial | labiodental | labiodental | labiovelar | labiovelar | alveolar | alveolar | postalveolar | postalveolar | palatal | palatal | velar | velar | glottal/uvular | glottal/uvular |
| ------------------- | -------- | -------- | ----------- | ----------- | ---------- | ---------- | -------- | -------- | ------------ | ------------ | ------- | ------- | ----- | ----- | -------------- | -------------- |
| Konsonanteninventar | stl.     | sth.     | stl.        | sth.        | stl.       | sth.       | stl.     | sth.     | stl.         | sth.         | stl.    | sth.    | stl.  | sth.  | stl.           | sth.           |
| Plosive             | p        | (b)      |             |             |            |            | t        | (d)      | tʃ           |              |         |         | k     | g     | (q)            |                |
| Nasale              |          | m        |             |             |            |            |          | n        |              |              |         |         |       | ŋ     |                |                |
| Vibranten           |          |          |             |             |            |            |          | r        |              |              |         |         |       |       |                |                |
| Frikative           |          |          |             | v           |            |            | s        |          | ʃ            |              |         |         |       |       |                | h              |
| Laterale            |          |          |             |             |            |            | (ɬ)      | l        |              |              |         |         |       |       |                |                |
| Approximanten       |          |          |             |             |            | (w)        |          |          |              |              |         | (j)     |       |       |                |                |

## Lexikalische Merkmale
Drechsel belegte starke Übereinstimmungen in der grundlegenden Wortschatzentwicklung der vier von ihm beschriebenen Pidginsprachen. So dürfte das Eskimohandelsjargon über ein nur sehr kleines, dafür aber leicht durch die Übernahme muttersprachlicher Ausdrücke erweiterbares Vokabular verfügt haben, darüber hinaus mit einem hohen Grade an semantischer und grammatischer Polysemie. Etymologisch nennt er neben der Iñupiaq- und Sallirmiutun-basierten Basis vor allem das Gwichʼin, Hawaiisch, Englisch und Dänisch als Einflüsse. Vilhjálmur präzisiert, das zumindest den Substantiven des Handelsjargons in vielen Fällen die englische Sprache als Ausgang gedient haben dürfte, diese aber bis zur Unkenntlichkeit metamorphosiert wurden, und nennt als Beispiel ū’-ra von Engl. rice. Weiters konstatiert er mit Blick auf die lexikalen Unterschiede in den verschiedenen Varietäten, dass der Loucheauxjargon seine Wurzeln üblicherweise in der dritten Person Singular Indikativ Präsens hat, der Schiffsjargon dagegen in der ersten Person, beispielsweise in kak’-tŏk von ka-a’k-tŏk oder ka-a’k-tu-ak beziehungsweise  kak-tūñ-a von ka-ak’-tūñ-a für Dt. Hunger, hungrig.

## Grammatische Merkmale
Das Eskimohandelsjargon war sprachtypologisch betrachtet eine analytische Sprache mit einer begrenzten Anzahl von Affixen und Flexionsformen und wies grammatisch gesehen größere Ähnlichkeiten zu anderen analytischen Pidginsprachen des nordamerikanischen Kontinents und den diversen Zielsprachen auf als zu seiner polysynthetischen Ausgangssprache. Nun waren sich europäische Händler und Kundschafter dieses polysynthetischen Hintergrunds jedoch in aller Regel nicht bewusst und verwendeten daher die im vorangegangenen Kapitel erwähnten flektierten Wortformen als Lexeme, die sie dann unreflektiert dem morphologischen Veränderungsprozess unterzogen. Dies möge am Beispiel des Lexems kaak’-tūña verdeutlicht werden, in der Ausgangssprache die erste Person Singular Indikativ Präsens von hungrig, Hunger, also Ich bin hungrig:
| Personalpronomen - 1. Pers. Sg. awoña - 3. Pers. Sg. īla - 2. Pers. Plur. illipsī | Eskimohandelsjargon - awoña kaak’-tūña - īla kaak’-tūña - illipsī kaak’-tūña | Gesagtes (Deutsch) - Ich ich-bin-hungrig. - Er ich-bin-hungrig. - Ihr ich-bin-hungrig. | Gemeintes (Deutsch) - Ich bin hungrig. - Er ist hungrig. - Ihr seid hungrig. |

Einige Attribute wurden jedoch aus polysynthetisch ergänzt, ein Beispiel hierfür ist das Suffix -lūk, -hlūk bzw. -qlūk für Dt. schlecht, verdorben, wertlos u. ä. Vilhjálmur führt dazu leicht erheitert aus, dass die Bezeichnungen für einige der Waren der europäischen Händler bereits Aufschluss darüber gäben, was die Eskimos von ihnen hielten. Beispiele sind:
| Eskimohandelsjargon - kam’-mĭk-hlūk - ōk-tcūk-hlūk - tūk-tū-qlūk - tañ-a’-qlūk | Deutsch - Stoffhosen - Kerosin - Schinkenspeck - Melasse | Wörtlich - provisorische Hosen / Behelfshosen - verdorbenes / schlechtes Öl - verdorbenes Hirschfleisch - schlechter Sirup |

Im Übrigen wurde zwischen Singular und Plural nur in wenigen Ausnahmen differenziert. Vilhjálmur schreibt darüber hinaus, dass er bei einem einzigen Informanten einmal einen Dual zu vernehmen glaubte.

## Sonstiges
Der Begriff Loucheux Jargon für eine Varietät des Eskimohandelsjargons ist nicht zu verwechseln mit dem Loucheux Jargon, einer athapaskisch-basierten Pidgin-Sprache.